# 许春荣
许春荣（1839年—1910年），男，浙江宁波人，清朝末年上海巨商、买办，以经营纺织业、钱庄业闻名。

## 生平
许春荣原籍浙江宁波，后移居湖州，一说苏州。清朝同治六年（1867年），到上海做生意，与同乡宁波鄞县翁氏（据考为翁文灏的曾祖父）开设大丰洋货公司，是当时上海第一家经营进口布料的华商商号，后来在浙江、江苏也开有多家分号，当时垄断了英商泰和洋行从英国进口的洋布。大丰洋货号也经营纺织机器进口，猪鬃，洋纱匹头等。
许春荣曾先后创办阜丰、鼎丰、通余、通源等七家钱庄。光绪十年（1884年），中法战争爆发，上海钱庄发生挤兑风潮，许的钱庄相继倒闭。曾与席立功合资，开设有正大钱庄。与叶澄衷结成儿女亲家后，两家曾合资创办余大、瑞大、志大、承大四家钱庄，即当时上海滩赫赫有名的“四大钱庄”。1889年，充任德华银行买办，后又充任美商花旗银行买办。1894年，许参与创办华盛纺织总厂，并充任办事董事。

## 家庭
- 子：许杏泉，继任德华银行买办，直至第一次世界大战时德华银行在华业务关闭。。
- 孙：许葆初，美国汇兴银行买办，运通银行买办。曾孙许葆初之子许振泰[4]。
- 与“五金大王”叶澄衷儿女亲家，一女儿嫁给叶澄衷子。
- 与席正甫儿女亲家，一女儿嫁给了席三儿子席裕光（字德辉）。席裕光是席德懋、席德柄之父，曾任宝信银行买办。